# 香蕉 (1986年游戏)
《香蕉》是一款由勝利娛樂公司于1986年制作的游戏。游戏只在日本地区FC游戏机发行。
玩家控制着鼹鼠，需要在地底挖掘来收集各个水果。在许多关卡中，收集水果需要按照一定顺序，否则会导致被卡住。此外，还有一个母鼹鼠需要挖掘到并带走。